# Jean-Jacques Werner
Jean-Jacques Werner  (* 20. Januar 1935 in Straßburg; † 22. Oktober 2017 in Barr) war ein französischer Dirigent und Komponist moderner Musik. Parallel zu seinem Wirken als Komponist begann seine Karriere als Dirigent im Jahr 1960 mit dem Bestreben, vor allem zeitgenössische Werke bekannter zu machen. Er dirigierte unter anderem die Orchester von Radiodiffusion-Télévision Française, nämlich das Kammerorchester und das Lyrische Orchester, das Orchestre philharmonique de Radio France und das Orchestre national de France.

## Biographie
Werner wurde als ältester von fünf Kindern in Straßburg geboren. Weder seine Mutter Lucie Lamszus, noch sein Vater Marcel Werner waren sonderlich musikalisch interessiert. Er begann sein Studium der Musik am Konservatorium Straßburg, wo er für seine Leistungen an der Harfe, dem Horn und dem orchestralen Dirigieren ausgezeichnet wurde. Er führte seine Studien an der Schola Cantorum in Paris fort und besuchte die unterrichte Pierre Wissmers, Daniel Lesurs and Léon Barzins.
Werner starb in Barr (Bas-Rhin) im Alter von 82 Jahren.

## Diskographie (Auswahl)
- Werke von Jean-Jacques Werner herausgegeben durch Ctésibios (www.ctesibios.fr) Disques Ctesibios
- Triptyque für Orgel
- Canticum für Flöte und Orgel
- Spiritual für Violine und Orgel
- Le cantique de Siméon für Orgel
- Psaume VIII für Chor und Orgel.

## Publikationen
- Jean-Jacques Werner: Diriger, composer, former (Seite dauerhaft nicht mehr abrufbar, festgestellt im März 2023. Suche in Webarchiven)

## Bibliographie
- Geneviève Honegger, "Jean-Jacques Auguste Werner", in Nouveau Dictionnaire de biographie alsacienne [fr], vol. 40, p. 4190
- Michaël Andrieu, Jean-Jacques Werner, mille ponts entre un homme et sa musique, éditions Delatour, 2009